# Молния (УНПП)
Уфимское научно-производственное предприятие «Молния» — советское конструкторское бюро и российское предприятие по разработке, производству и модернизации электронных систем автоматического управления и электрических систем зажигания для двигателей летательных аппаратов, входящее в состав холдинга «Технодинамика» госкорпорации «Ростех».

## История
Создано в 1941 году как конструкторское бюро эвакуированного во время Великой Отечественной войны из Москвы в Уфу специализированного завода № 161 по выпуску систем зажигания (ныне — Уфимское агрегатное производственное объединение).
В 1956 году на предприятии выпущен первый опытный образец электронного ограничителя температуры и начата разработка корректора оборотов.
С 1957 года — ОКБ «Молния» Уфимского агрегатного завода (п/я № 140).
В 1960-х годах предприятие перешло на разработку емкостных систем зажигания, работающих с полупроводниковыми свечами; начало развития микроэлектроники. С 1966 года — Уфимское агрегатное КБ «Молния».
С 1970-х годов на предприятии началось активное развитие цифровых микропроцессорных систем, внедрение методов математического и полунатурного моделирования систем автоматического управления газотурбинными двигателями (САУ ГТД), методов синтеза и анализа алгоритмов управления, обеспечивающих устойчивость и требуемое качество процессов управления в САУ ГТД. В 1971 году Уфимский агрегатный завод и Уфимское агрегатное КБ «Молния» вошли в созданное Уфимское агрегатное производственно-конструкторское объединение имени 50-летия СССР.
С 1980 года на предприятии начинается разработка и освоение в серийном производстве первой отечественной бортовой встраиваемой микроЭВМ «Молния-Д» (разработана и изготовлена в 1985 году), вошедшей в состав ряда авиационных систем управления. В 1983 году КБ «Молния» выходит из состава Уфимского агрегатного производственно-конструкторского объединения имени 50-летия СССР. В 1986 году предприятие становится головным разработчиком систем автоматического регулирования ГТД и интегрированных САУ силовыми установками летательных аппаратов. Предприятие продолжает заниматься системами зажигания для всех типов двигательных установок.
В 1996 году КБ «Молния» получает статус научно-производственного предприятия.
С 2001 года — Федеральное государственное унитарное предприятие «Уфимское научно-производственное предприятие «Молния». В 2006 году начаты исследовательские работы по формированию облика систем зажигания следующего поколения для перспективных ГТД. С 2007 года начата разработка взрывозащищенных устройств зажигания для наземной техники. С 2009 года — начаты серийные поставки и эксплуатация разработанных предприятием электронных систем управления ГТДс полной ответственностью (типа FADEC).
В последующие годы предприятие вело работу в интересах нефтяной и газовой промышленности и ТЭК. Среди новых разработок «Молнии» появились система автоматического управления и контроля газоперекачивающих агрегатов (ГПА), станция катодной защиты, оптико-электронная система контроля наличия пламени в камерах сгорания ГТУ и топках котлов. Доля неавиационной продукции в общем объёме производства составила около 15 %.
1 июля 2011 года в соответствии с Указом Президента РФ от 10.07.2008 года № 1052 предприятие было преобразовано в открытое акционерное общество и передано в ведение ГК «Ростехнологии». В декабре 2013 года акции предприятия переданы холдингу «Авиационное оборудование», входящему в Ростех; позднее проведена модернизация производственных мощностей и пройдена сертификация продукции по международным стандартам ISO 9001 и AS/EN 9100 на разработку, производство и испытания авиационного оборудования; созданы на базе предприятия продуктовый центр компетенции.
В 2012 году доля предприятия в разработке электрических систем зажигания в России составляла около 90 %, их производстве — около 50 %, в разработке и производстве электронных систем управления — 40 % и 30 %, соответственно; оно являлось единственным разработчиком и производителем авиационных оптических пирометрических систем.

## Продукция
В 1965 году ОКБ разработало и изготовило первую в СССР цифровую интегрирующую машину «ЦИМ-1».
Разработанные УНПП «Молния» системы зажигания применяются практически на всех двигателях самолётов и вертолётов, производимых в России и СНГ: Ту-204/214, Ту-204СМ, Ту-334, Ил 76, Ил-96-300М, Ил-96-400Т, Ил-114, Як-130, Бе-200, Ан-38, Ан-70, Ан-140, Ан-148, Су-27, Су-27 СМ2, Су-30, Су-34, МиГ 29, МиГ-29К, МиГ-29КУБ, Ми-8К, Ми-17, Ми-171, Ми-24, Ми-35, Ми-28, Ка-27, Ка-29, Ка-32, Ка-52, а также для десятков типов газотурбинных установок, входящих в состав ГПА и ГТЭС.
На предприятии проводятся работы по созданию перспективных систем зажигания для самолёта МС-21, космических летательных аппаратов, морского судового двигателя. Разрабатывается и поставляется электронная аппаратура управления и контроля с полной ответственностью (типа FADEC) для самолетов Як-130, Ан-148, Бе-200.
Основными видами продукции УНПП «Молния» являются: агрегаты и свечи зажигания газотурбинных двигателей; взрывозащищенные устройства зажигания;  электронная аппаратура управления и контроля ГТД; прочая продукция.
В рамках конверсионной программы на предприятии разработаны и выпускаются: системы зажигания (в том числе плазменные) и аппаратура управления ГТД для газоперекачивающих и энергетических установок; системы автоматического управления газотурбинным приводом; системы автоматического управления и контроля ГПА; регуляторы температуры; электронные сигнализаторы помпажа; электронные модули к станциям катодной защиты от коррозии подземных металлосооружений и трубопроводов; аппаратно-программный комплекс для измерения температуры лопаток турбин; системы контроля пламени в камерах сгорания ГТД и топках котлов.

## Структура
В состав предприятия входят: конструкторское отделение по системам зажигания; конструкторское отделение по системам автоматики; бюро по разработке наземных средств автоматики; завод. Предприятие имеет представительство (дом-лабораторию) в Лётно-исследовательском институте имени М. М. Громова.

## Руководство и собственники

### Руководство
- 1941–1943 — Пётр Филиппович Воронков
- 1943–1951 — Николай Анатольевич Чекунов
- 1951–1956 — Юрий Иосифович Дмитриев[38]
- 1956–1959 — Евгений Трифонович Богомолов
- 1959–1976 — Василий Филиппович Гражданкин
- 1977–1991 — Анатолий Николаевич Дегтярёв
- 1991–1996 — Валентин Васильевич Чистяков
- 1996–2017 — Евгений Викторович Распопов
- 2017 — 2022 — Борис Соломонович Дорфман
- 2023-"по настоящее время " Лузгин Леонид Андреевич

## Показатели
Уставный капитал ОАО УНПП «Молния» составляет почти 626 млн рублей. Выручка за 2013 год составила более 895 млн рублей, чистая прибыль около 171 млн рублей.

## Награды
- 2009 год — диплом I степени Президента Республики Башкортостан «За эффективную инвестиционную деятельность» за 2009 год
- 2010 год — диплом Правительства Республики Башкортостан «За вклад в развитие экономики Республики Башкортостан»
- 2013 год — победитель ежегодного городского конкурса «Лучшее промышленное предприятие города Уфы» в номинации «Предприятие — лидер отрасли» и в номинации «Лучший творческий коллектив», диплом и орден «За вклад в развитие отрасли», почётное звание «Лидер России 2013» с вручением федерального сертификата согласно критериям бухгалтерской отчетности[39].